# Football Club Internazionale Milano 2019-2020 (femminile)
Questa voce raccoglie le informazioni riguardanti la squadra femminile del Football Club Internazionale Milano nelle competizioni ufficiali della stagione 2019-2020.

## Stagione

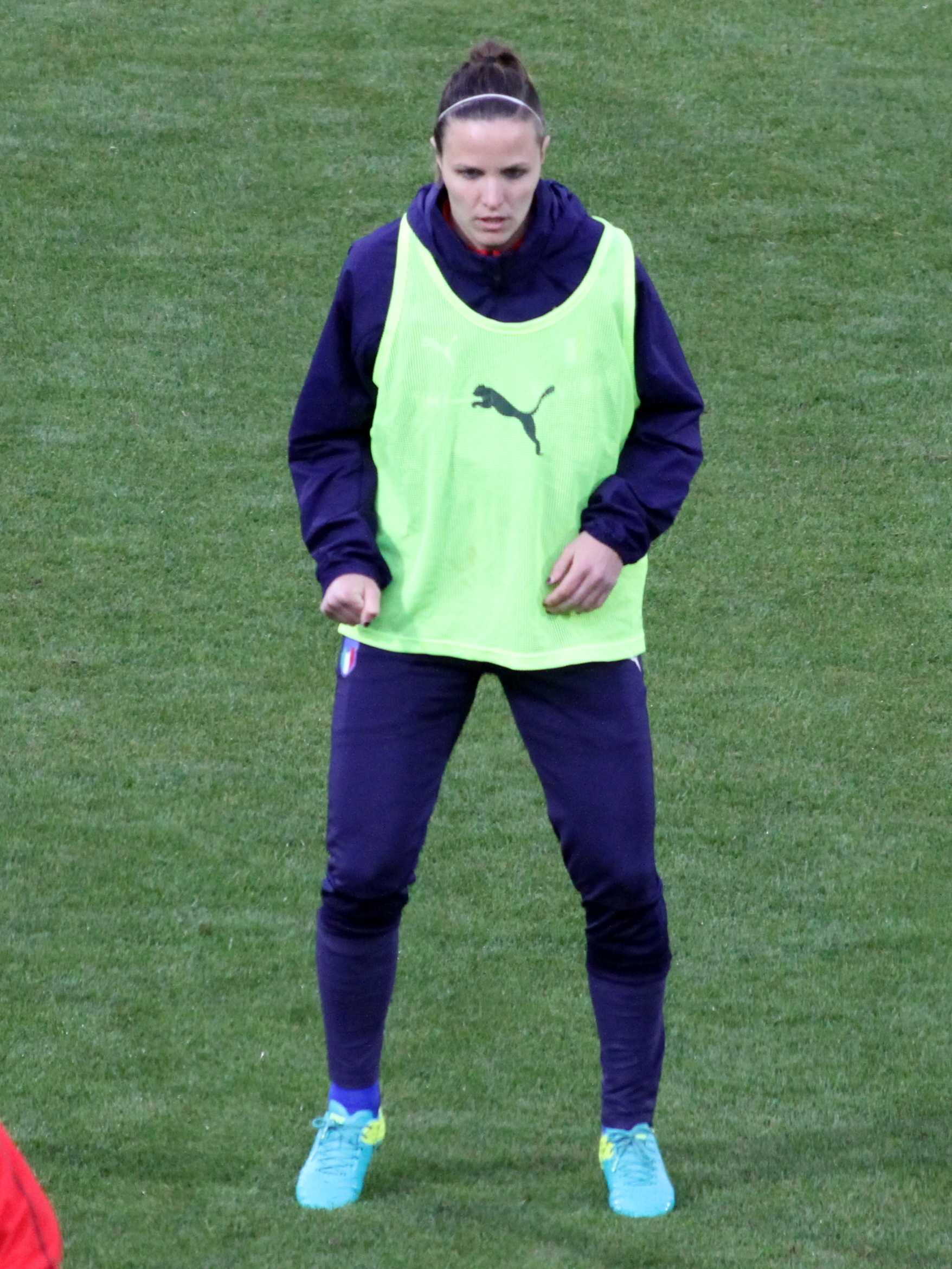
La nazionale italiana Lisa Alborghetti, uno dei volti nuovi dell'Inter nella stagione d'esordio in Serie A.

Dopo aver ottenuto la promozione nella stagione precedente, l'Inter partecipa per la prima volta nella sua storia al campionato di Serie A. Nonostante il raggiungimento dell'obiettivo, la società decide di sostituire il tecnico de la Fuente, che rimane comunque in società passando a guidare la squadra Primavera femminile. Il 23 luglio 2019 viene annunciato il nuovo allenatore, Attilio Sorbi, ex calciatore di Serie A con le maglie di Roma e Pisa, proveniente da un'esperienza di 2 anni come vice di Milena Bertolini nella nazionale maggiore femminile. La settimana successiva viene annunciata la rosa iniziale, composta da 19 giocatrici, tutte italiane, delle quali 10 confermate dalla stagione precedente, 1 promossa dalla squadra Primavera (Gilardi) e 8 nuovi acquisti, tra le quali le nazionali maggiori Alborghetti, Goldoni, Marchitelli e Tarenzi (le ultime 2 convocate al Mondiale di Francia 2019). Contestualmente il club nerazzurro annuncia il nuovo impianto che ospiterà le gare interne della squadra: lo Stadio Felice Chinetti di Solbiate Arno, in provincia di Varese. Il 1º agosto, giorno dell'inizio del ritiro a Pinzolo, in Trentino, vengono annunciate le 5 ulteriori componenti della rosa, tutte straniere nazionali dei rispettivi Paesi.
La prima di sempre delle nerazzurre in Serie A, il 14 settembre 2019 in casa contro il Verona, si conclude con un pareggio per 2-2: a realizzare il primo gol dell'Inter nella massima serie è Debever. La prima vittoria arriva la settimana successiva, per 1-0 sul campo dell'altra neopromossa, l'Empoli. Le nerazzurre subiscono la prima sconfitta nel terzo turno di campionato, venendo battute per 3-1 in casa dal Milan. Il girone di andata viene chiuso all'8º posto, con sole altre 2 vittorie oltre a quella contro l'Empoli (con le 2 in zona retrocessione, Tavagnacco e Orobica), 3 pareggi e 5 sconfitte contro le prime 5 classificate della Serie A precedente.
Nella sessione invernale di calciomercato arrivano due centrocampiste, la nazionale finlandese Linda Nyman, dalle svedesi del Kungsbacka DFF e la colombiana Yoreli Rincón, dall'Atlético Junior, e ne va via una, Andreia Norton, che passa al Braga.
Il girone di ritorno si apre con un successo per 3-0 sul campo del Verona e un altro con lo stesso risultato in casa contro l'Empoli. Dopo 2 sconfitte contro Milan e Juventus e un pareggio contro la Pink Sport Time (come nel girone d'andata), il campionato viene sospeso in data 10 marzo, durante la sosta per le nazionali, in seguito alla pandemia di COVID-19, come da D.P.C.M. del Presidente del Consiglio dei ministri Giuseppe Conte valido sino al 3 aprile; le misure vengono poi rinnovate fino al 13 aprile, al 3 maggio e ancora al 17 dello stesso mese e al 14 giugno. Prima di quest'ultimo termine, in data 8 giugno, il campionato di Serie A 2019-2020 viene sospeso definitivamente; le nerazzurre chiudono quindi la prima stagione in massima serie al 7º posto con 5 vittorie, 4 pareggi e 7 sconfitte.
Nel sorteggio degli ottavi di finale di Coppa Italia l'Inter, in seconda fascia in quanto neopromossa, trova per il secondo anno consecutivo il Milan, venendo di nuovo eliminata nel primo turno della fase finale, con un netto 1-4 in favore delle rossonere, che realizzano tutte le 4 reti nel primo tempo.

## Divise e sponsor
Lo sponsor tecnico per la stagione 2019-2020 è Nike, mentre gli sponsor ufficiali sono il main sponsor Pirelli e il back sponsor Driver. Per la sola squadra femminile è presente anche il marchio di Rinascente come sponsor di manica. La maglia home è ispirata alla away della squadra maschile della stagione 1989-1990 per via di un inserto a strisce diagonali all'altezza del petto che si interseca con le classiche righe verticali nere e azzurre. La casacca presenta, inoltre, un colletto bianco con scollo a V e dei bordini bianchi sulle maniche. I pantaloncini sono neri mentre i calzettoni sono per metà azzurri e per metà neri, richiamando il collo del Biscione comparso nel logo societario durante gli anni 1980. La maglia away è color acquamarina e presenta un ricamo oro e nero intorno al collo a V e alle maniche. La divisa si completa con pantaloncini bianchi e calzettoni per metà verdi e per metà bianchi. La terza divisa è nera con inserti gialli e si ispira alla third della squadra maschile della stagione 1997-1998, oltre che alla home, sempre della squadra maschile, della stagione 2009-2010 per il dettaglio del colletto a girocollo. Il logo Nike è nella versione vintage mentre i colori usati per il logo della Pirelli rimandano direttamente al mondo del motorsport.
| Casa | Trasferta | Terza divisa |

Per i portieri sono state realizzate tre divise, tutte con lo stesso template, nelle varianti nero, giallo e grigio.
| 1ª portiere | 2ª portiere | 3ª portiere |

## Organigramma societario
Area sportiva
- Women Football Project Manager: Ilaria Pasqui[27]

Area tecnica
- Allenatore: Attilio Sorbi
- Allenatore in seconda: Laura Sironi
- Preparatore dei portieri: Piero Antonio Bosaglia
- Preparatore atletico: Filippo Sdringola
- Dottore: Marco Cassago
- Nutrizionista: Natale Gentile
- Fisioterapista: Clara Pasinato
- Fisioterapista: Francesca Sironi

## Rosa
| N. |                      | Ruolo | Calciatrice              |
| -- | -------------------- | ----- | ------------------------ |
| 1  | Italia (bandiera)    | P     | Roberta Aprile           |
| 2  | Italia (bandiera)    | D     | Francesca Quazzico       |
| 3  | Italia (bandiera)    | D     | Roberta D'Adda           |
| 4  | Italia (bandiera)    | C     | Silvia Pisano            |
| 5  | Italia (bandiera)    | D     | Laura Capucci            |
| 6  | Rep. Ceca (bandiera) | D     | Eva Bartoňová            |
| 7  | Italia (bandiera)    | A     | Gloria Marinelli         |
| 8  | Italia (bandiera)    | C     | Martina Brustia          |
| 9  | Italia (bandiera)    | A     | Regina Baresi (capitano) |
| 10 | Italia (bandiera)    | C     | Alice Regazzoli          |
| 12 | Belgio (bandiera)    | A     | Ella Van Kerkhoven       |
| 13 | Italia (bandiera)    | D     | Beatrice Merlo           |
| 14 | Italia (bandiera)    | C     | Sofia Colombo            |

| N. |                       | Ruolo | Calciatrice                      |
| -- | --------------------- | ----- | -------------------------------- |
| 15 | Finlandia (bandiera)  | C     | Linda Nyman                      |
| 16 | Italia (bandiera)     | A     | Eleonora Goldoni                 |
| 17 | Francia (bandiera)    | D     | Julie Debever                    |
| 18 | Italia (bandiera)     | C     | Marta Pandini                    |
| 19 | Italia (bandiera)     | C     | Lisa Alborghetti (vice-capitano) |
| 20 | Portogallo (bandiera) | C     | Andreia Norton                   |
| 21 | Italia (bandiera)     | D     | Caterina Fracaros                |
| 22 | Italia (bandiera)     | C     | Irene Santi                      |
| 23 | Finlandia (bandiera)  | D     | Anna Auvinen                     |
| 27 | Italia (bandiera)     | A     | Stefania Tarenzi                 |
| 31 | Italia (bandiera)     | P     | Chiara Marchitelli               |
| 93 | Colombia (bandiera)   | C     | Yoreli Rincón                    |
| 99 | Italia (bandiera)     | P     | Astrid Gilardi                   |

## Calciomercato

### Sessione estiva
| Acquisti | Acquisti           | Acquisti           | Acquisti   |
| R.       | Nome               | da                 | Modalità   |
| -------- | ------------------ | ------------------ | ---------- |
| P        | Roberta Aprile     | Pink Sport Time    | definitivo |
| P        | Chiara Marchitelli | Florentia S.G.     | definitivo |
| D        | Anna Auvinen       | HJK                | definitivo |
| D        | Eva Bartoňová      | Slavia Praga       | definitivo |
| D        | Julie Debever      | Guingamp           | definitivo |
| D        | Caterina Fracaros  | Tavagnacco         | definitivo |
| D        | Francesca Quazzico | Pink Sport Time    | definitivo |
| C        | Lisa Alborghetti   | Milan              | definitivo |
| C        | Sofia Colombo      | Mozzanica          | svincolata |
| C        | Andreia Norton     | Sand               | definitivo |
| A        | Eleonora Goldoni   | Lady Buccaneers    | definitivo |
| A        | Stefania Tarenzi   | ChievoVerona Valpo | svincolata |
| A        | Ella Van Kerkhoven | Anderlecht         | definitivo |

| Cessioni | Cessioni             | Cessioni       | Cessioni      |
| R.       | Nome                 | a              | Modalità      |
| -------- | -------------------- | -------------- | ------------- |
| P        | Alessia Capelletti   | Tavagnacco     | definitivo    |
| P        | Katja Schroffenegger | Florentia S.G. | definitivo    |
| D        | Elena Crespi         | Real Meda      | prestito      |
| D        | Angela Locatelli     | Brescia        | definitivo    |
| D        | Niekie Pellens       | VV Alkmaar     | definitivo    |
| D        | Marta Vergani        | Real Meda      | fine prestito |
| C        | Fabiana Costi        |                | svincolata    |
| A        | Alessia Rognoni      | Riozzese       | prestito      |

### Sessione invernale
| Acquisti | Acquisti      | Acquisti        | Acquisti   |
| R.       | Nome          | da              | Modalità   |
| -------- | ------------- | --------------- | ---------- |
| C        | Linda Nyman   | Kungsbacka DFF  | definitivo |
| C        | Yoreli Rincón | Atlético Junior | definitivo |

| Cessioni | Cessioni       | Cessioni | Cessioni   |
| R.       | Nome           | a        | Modalità   |
| -------- | -------------- | -------- | ---------- |
| C        | Andreia Norton | Braga    | definitivo |

## Risultati

### Serie A

#### Girone di andata
| Arbitro: | Baratta (Rossano) |

|                       |           |                   |
| Debever 51’ Merlo 75’ | Marcatori | 9’, 90+4’ Glionna |

| Arbitro: | Taricone (Perugia) |

|  |           |                      |
|  | Marcatori | 27’ (rig.) Marinelli |

| Arbitro: | Finzi (Foligno) |

|               |           |                                     |
| Marinelli 54’ | Marcatori | 35’, 57’ Čonč 87’ Salvatori Rinaldi |

| Arbitro: | Rinaldi (Bassano del Grappa) |

|  |           |                                     |
|  | Marcatori | 23’ Rosucci 30’ Girelli 89’ Cernoia |

| Arbitro: | Gregoris (Pescara) |

|            |           |             |
| Zammit 11’ | Marcatori | 28’ Tarenzi |

| Arbitro: | Casalini (Pontedera) |

|                             |           |  |
| Baresi 53’ (rig.) Santi 64’ | Marcatori |  |

| Arbitro: | Turrini (Firenze) |

|  |           |                           |
|  | Marcatori | 37’ Tarenzi 56’ Marinelli |

| Arbitro: | Russo (Torre Annunziata) |

|             |           |  |
| Pugnali 14’ | Marcatori |  |

| Arbitro: | Ferrieri Caputi (Livorno) |

|             |           |                                                    |
| Tarenzi 28’ | Marcatori | 23’ (rig.), 75’ Andressa 54’ Thomas 90+1’ Thestrup |

| Arbitro: | Grasso (Ariano Irpino) |

|                                             |           |  |
| Bonetti 17’, 31’, 53’ Fracaros 45+1’ (aut.) | Marcatori |  |

| Solbiate Arno 11 gennaio 2020, ore 14:30 CET 11ª giornata | Inter            | 0 – 0 referto | Florentia S.G. | Stadio Felice Chinetti\| Arbitro: \| Cannata (Faenza) \| |
| Arbitro:                                                  | Cannata (Faenza) |               |                |                                                          |

#### Girone di ritorno
| Arbitro: | Restaldo (Ivrea) |

|  |           |                                    |
|  | Marcatori | 4’ Tarenzi 26’ Merlo 64’ Marinelli |

| Arbitro: | Longo (Cuneo) |

|                                |           |  |
| Tarenzi 20’ Marinelli 59’, 67’ | Marcatori |  |

| Arbitro: | Sfira (Pordenone) |

|                                 |           |               |
| Þorvaldsdóttir 69’ Giacinti 78’ | Marcatori | 51’ Bartoňová |

| Arbitro: | Crezzini (Siena) |

|                                                               |           |            |
| Bonansea 43’ Cernoia 56’ Girelli 77’ (rig.), 90’ Sembrant 84’ | Marcatori | 72’ Baresi |

| Arbitro: | Gianquinto (Parma) |

|                                    |           |                    |
| Alborghetti 8’ Baresi 45+1’ (rig.) | Marcatori | 13’, 59’ Novellino |

| Cologno al Serio , ore CEST 17ª giornata | Orobica | – Non disputata referto | Inter | Centro sportivo Giacinto Facchetti |

| Solbiate Arno , ore CEST 18ª giornata | Inter | – Non disputata referto | Tavagnacco | Stadio Felice Chinetti |

| Solbiate Arno , ore CEST 19ª giornata | Inter | – Non disputata referto | Sassuolo | Stadio Felice Chinetti |

| Roma , ore CEST 20ª giornata | Roma | – Non disputata referto | Inter | Stadio Tre Fontane |

| Solbiate Arno , ore CEST 21ª giornata | Inter | – Non disputata referto | Fiorentina | Stadio Felice Chinetti |

| San Gimignano , ore CEST 22ª giornata | Florentia S.G. | – Non disputata referto | Inter | Stadio Santa Lucia |

### Coppa Italia

#### Fase finale
| Arbitro: | Calzavara (Varese) |

|                 |           |                                          |
| Alborghetti 66’ | Marcatori | 1’ Longo 6’ Hovland 15’ Andrade 37’ Čonč |

## Statistiche

### Statistiche di squadra
| Competizione | Punti | In casa | In casa | In casa | In casa | In casa | In casa | In trasferta | In trasferta | In trasferta | In trasferta | In trasferta | In trasferta | Totale | Totale | Totale | Totale | Totale | Totale | DR  |
| Competizione | Punti | G       | V       | N       | P       | Gf      | Gs      | G            | V            | N            | P            | Gf           | Gs           | G      | V      | N      | P      | Gf     | Gs     | DR  |
| ------------ | ----- | ------- | ------- | ------- | ------- | ------- | ------- | ------------ | ------------ | ------------ | ------------ | ------------ | ------------ | ------ | ------ | ------ | ------ | ------ | ------ | --- |
| Serie A      | 19    | 8       | 2       | 3       | 3       | 11      | 14      | 8            | 3            | 1            | 4            | 9            | 13           | 16     | 5      | 4      | 7      | 20     | 27     | -7  |
| Coppa Italia | -     | 1       | 0       | 0       | 1       | 1       | 4       | 0            | 0            | 0            | 0            | 0            | 0            | 1      | 0      | 0      | 1      | 1      | 4      | -3  |
| Totale       | -     | 9       | 2       | 3       | 4       | 12      | 18      | 8            | 3            | 1            | 4            | 9            | 13           | 17     | 5      | 4      | 8      | 21     | 31     | -10 |

### Andamento in campionato
| Giornata  | 1 | 2 | 3 | 4 | 5 | 6 | 7 | 8 | 9 | 10 | 11 | 12 | 13 | 14 | 15 | 16 |
| --------- | - | - | - | - | - | - | - | - | - | -- | -- | -- | -- | -- | -- | -- |
| Luogo     | C | T | C | C | T | C | T | T | C | T  | C  | T  | C  | T  | T  | C  |
| Risultato | N | V | P | P | N | V | V | P | P | P  | N  | V  | V  | P  | P  | N  |
| Posizione | 4 | 3 | 6 | 6 | 7 | 7 | 5 | 6 | 7 | 8  | 8  | 6  | 6  | 6  | 7  | 7  |

Legenda:

Luogo: C = Casa; T = Trasferta. Risultato: V = Vittoria; N = Pareggio; P = Sconfitta.

### Statistiche delle giocatrici
| Giocatore        | Serie A  | Serie A | Serie A     | Serie A    | Coppa Italia | Coppa Italia | Coppa Italia | Coppa Italia | Totale   | Totale | Totale      | Totale     |
| Giocatore        | Presenze | Reti    | Ammonizioni | Espulsioni | Presenze     | Reti         | Ammonizioni  | Espulsioni   | Presenze | Reti   | Ammonizioni | Espulsioni |
| ---------------- | -------- | ------- | ----------- | ---------- | ------------ | ------------ | ------------ | ------------ | -------- | ------ | ----------- | ---------- |
| L. Alborghetti   | 16       | 1       | 3           | 0          | 1            | 1            | 0            | 0            | 17       | 2      | 3           | 0          |
| R. Aprile        | 7        | -13     | 0           | 0          | 1            | -4           | 0            | 0            | 8        | -17    | 0           | 0          |
| A. Auvinen       | 16       | 0       | 2           | 0          | 1            | 0            | 0            | 0            | 17       | 0      | 2           | 0          |
| R. Baresi        | 11       | 3       | 0           | 0          | 1            | 0            | 0            | 0            | 12       | 3      | 0           | 0          |
| E. Bartoňová     | 6        | 1       | 2           | 0          | 0            | 0            | 0            | 0            | 6        | 1      | 2           | 0          |
| M. Brustia       | 15       | 0       | 2           | 0          | 0            | 0            | 0            | 0            | 15       | 0      | 2           | 0          |
| L. Capucci       | 1        | 0       | 0           | 0          | 0            | 0            | 0            | 0            | 1        | 0      | 0           | 0          |
| S. Colombo       | 3        | 0       | 0           | 0          | 1            | 0            | 0            | 0            | 4        | 0      | 0           | 0          |
| R. D'Adda        | 9        | 0       | 1           | 0          | 1            | 0            | 0            | 0            | 10       | 0      | 1           | 0          |
| J. Debever       | 12       | 1       | 3           | 1          | 1            | 0            | 0            | 0            | 13       | 1      | 3           | 1          |
| C. Fracaros      | 8        | 0       | 1           | 0          | 1            | 0            | 0            | 0            | 9        | 0      | 1           | 0          |
| A. Gilardi       | 0        | 0       | 0           | 0          | 0            | 0            | 0            | 0            | 0        | 0      | 0           | 0          |
| E. Goldoni       | 7        | 0       | 0           | 0          | 1            | 0            | 0            | 0            | 8        | 0      | 0           | 0          |
| C. Marchitelli   | 10       | -14     | 0           | 0          | 0            | 0            | 0            | 0            | 10       | -14    | 0           | 0          |
| G. Marinelli     | 16       | 6       | 1           | 0          | 1            | 0            | 0            | 0            | 17       | 6      | 1           | 0          |
| B. Merlo         | 15       | 2       | 4           | 1          | 1            | 0            | 0            | 0            | 16       | 2      | 4           | 1          |
| A. Norton        | 5        | 0       | 0           | 0          | 0            | 0            | 0            | 0            | 5        | 0      | 0           | 0          |
| L. Nyman         | 5        | 0       | 0           | 0          | 0            | 0            | 0            | 0            | 5        | 0      | 0           | 0          |
| M. Pandini       | 15       | 0       | 1           | 0          | 0            | 0            | 0            | 0            | 15       | 0      | 1           | 0          |
| S. Pisano        | 0        | 0       | 0           | 0          | 0            | 0            | 0            | 0            | 0        | 0      | 0           | 0          |
| F. Quazzico      | 6        | 0       | 2           | 0          | 1            | 0            | 1            | 0            | 7        | 0      | 3           | 0          |
| A. Regazzoli     | 3        | 0       | 0           | 0          | 0            | 0            | 0            | 0            | 3        | 0      | 0           | 0          |
| Y. Rincón        | 3        | 0       | 0           | 0          | 0            | 0            | 0            | 0            | 3        | 0      | 0           | 0          |
| I. Santi         | 7        | 1       | 0           | 0          | 1            | 0            | 0            | 0            | 8        | 1      | 0           | 0          |
| S. Tarenzi       | 15       | 5       | 0           | 0          | 1            | 0            | 0            | 0            | 16       | 5      | 0           | 0          |
| E. Van Kerkhoven | 9        | 0       | 1           | 0          | 0            | 0            | 0            | 0            | 9        | 0      | 1           | 0          |

## Giovanili

### Organigramma
Area tecnica
- Primavera
  - Allenatore: Sebastián de la Fuente

### Piazzamenti
- Primavera:
  - Campionato: 2º nel girone A[32][33]
  - Torneo di Viareggio: Fase a gironi[34]